# Патрикеев, Валерий Анисимович
Патрикеев Валериан (Валерий) Анисимович (24 октября1938 с. Боголюбово Староюрьевского р-на Тамбовской обл.) — советский и российский военачальник, командующий ЗакВО (1989—1992), генерал-полковник (18.02.1985).

## Биография
Его мать была сельской учительницей. Учился в Новиковской средней школе. 
Учился в Тамбовском военном училище имени Ашенбреннера и Уншлихта (1955-1957), окончил Военное училище имени рабочих Красного Замоскворечья с отличием (1957-1958), Военную академию имени М. В. Фрунзе с золотой медалью (1964-1067), Военную академию Генерального штаба Вооружённых Сил имени К. Е. Ворошилова с золотой медалью (1975-1977), Высшие курсы Военной академии Генерального штаба Вооружённых Сил имени К. Е. Ворошилова.
Проходил службу на командных и штабных должностях в войсках. В 1973—1975 годах — командир 45-й гвардейской мотострелковой Красносельской дивизии Ленинградского военного округа, в 1977—1979 годах — командир армейского корпуса, в 1977—1981 года — командующий 51-й общевойсковой армией (на острове Сахалин и Курильских островах) Дальневосточного военного округа, в 1981—1985 годах — начальник штаба — первый заместитель командующего войсками Дальневосточного военного округа, в 1985—1989 — командующий войсками Приволжского военного округа, в 1989—1992 годах — командующий войсками Закавказского ВО, после распада СССР и расформирования округа в 1992 году — уполномоченный РФ по вопросам пребывания войск ВФ в Закавказье, с апреля 1994 по май 1995 годы — командующий коллективными миротворческими силами стран СНГ в Таджикистане, в 1995 — 1998 годах — генерал-инспектор Главной военной инспекции Министерства обороны Российской Федерации
Живёт в Москве.

## Высшие воинские звания
- Подполковник досрочно (1973)
- Генерал-майор (25.04.1975)
- Генерал-лейтенант (14.02.1980)
- Генерал-полковник (18.02.1985)[2]

## Награды
- орден «За службу Родине в Вооружённых Силах СССР» II степени,
- орден «За службу Родине в Вооружённых Силах СССР» III степени,
- медалимедали
- Грамота СНГ (2000)[3]